# Hälftasen
Hälftasen är en sjö i Ovanåkers kommun i Hälsingland och ingår i Ljusnans huvudavrinningsområde. Sjön är 10,5 meter djup, har en yta på 0,156 kvadratkilometer och är belägen 319,3 meter över havet. Sjön avvattnas av vattendraget Lappbäcken.

## Delavrinningsområde
Hälftasen ingår i det delavrinningsområde (681748-148613) som SMHI kallar för Ovan 681801-148348. Medelhöjden är 296 meter över havet och ytan är 17,38 kvadratkilometer. Det finns inga avrinningsområden uppströms utan avrinningsområdet är högsta punkten. Lappbäcken som avvattnar avrinningsområdet har biflödesordning 4, vilket innebär att vattnet flödar genom totalt 4 vattendrag innan det når havet efter 142 kilometer. Avrinningsområdet består mestadels av skog (86 procent). Avrinningsområdet har 0,15 kvadratkilometer vattenytor vilket ger det en sjöprocent på 0,9 procent.